# Língua maia clássica
A língua maia clássica é a mais antiga das línguas da família maia, do tronco linguístico Ameríndio. É a principal língua documentada nas inscrições pré-colombianas da civilização maia clássica.

## Relações
O maia clássico é um descendente directo do protomaia e o ancestral comum dos três ramos das língua maias - cholano, iucatecano e o mais afastado huastecano. Estes ramos incluem línguas contemporâneas vivas suas descendentes, incluindo a língua chol e a língua iucateque. Os modernos falantes de chol e iucateque conseguem entender muitas das palavras utilizadas no maia clássico.

## Sistema de escrita
O maia clássico é a principal língua documentada no sistema de escrita utilizado pelos maias pré-colombianos, e encontra-se especialmente representado em inscrições encontradas nas terras baixas datadas do período 200 - 900 EC. O sistema de escrita (geralmente designado por hieroglifos maias) possui algumas semelhanças de função (apesar de não estar relacionado com) relativamente a outros sistemas de escrita logossilábicos, como os hieroglifos egípcios, em que é usada uma combinação de sinais logográficos e silábicos (grafemas) que reflectem a fonologia da língua maia clássica falada na região naquele tempo, e que eram ainda combinados e complementados por um grande número de logogramas. Assim, as expressões da língua maia clássica podiam ser escritas de várias formas, representadas quer por logogramas, por logogramas com complementos fonéticos, logogramas mais sílabas, ou numa combinação puramente silábica. Por exemplo, um padrão comum é o facto de muitos radicais de verbos e substantivos serem representados por logogramas, enquanto os seus afixos gramaticais eram escritos silabicamente, de modo muito semelhante à Língua japonesa.

## Gramática
Como as restantes línguas maias, o maia clássico em termos tipológicos apresenta estrutura Verbo Sujeito Objecto e ergatividade. Sendo uma língua polissintética, utiliza tanto prefixos como sufixos para assinalar funções gramaticais. Assim, os substantivos não são inflectidos por caso ou género. Existe também uma classe completa de intransitivos que identificam a posição espacial do objecto. Adicionalmente, a língua emprega palavras com a função de classificadores numerais quando se trata da quantificação de substantivos e utiliza o sistema numérico vigesimal. Os verbos não são conjugados por tempos, mas antes alterados semanticamente por um conjunto de partículas de aspecto.